# D・J・ハンフリーズ
ディアリアス・J・ハンフリーズ・ジュニア（Dierrias J. Humphries Jr., 1993年12月28日 - ）は、アメリカ合衆国サウスカロライナ州ユニオン出身のプロアメリカンフットボール選手。NFLのカンザスシティ・チーフスに所属している。ポジションはオフェンシブタックル。

## 経歴

### カレッジ
フロリダ大学では1年目の2012年シーズンに12試合に出場し、フレッシュマンオールアメリカンに選出された。
2013年シーズンは7試合の出場に留まった。
2014年シーズンは10試合に出場した。

### アリゾナ・カージナルス
| 身長                        | 体重            | 腕 の 長 さ       | 手 の 大 き さ | 40Yrd ダ ッ シ ュ | 10Yrd ス プ リ ッ ト | 20Yrd ス プ リ ッ ト | 20Yrd シ ャ ト ル | 3 コ 丨 ン ド リ ル | 垂 直 跳 び   | 立 ち 幅 跳 び     | ベ ン チ プ レ ス |
| --------------------------- | --------------- | ----------------- | -------------- | ----------------- | -------------------- | -------------------- | ----------------- | ------------------- | ------------- | ------------------ | ----------------- |
| 6 ft 5 in (196 cm)          | 307 lb (139 kg) | 33+5⁄8 in (85 cm) | 10 in (25 cm)  | 5.12 s            | 1.84 s               | 3.02 s               | 4.64 s            | 7.87 s              | 31 in (79 cm) | 8 ft 8 in (2.64 m) | 26 回             |
| All values from NFL Combine |                 |                   |                |                   |                      |                      |                   |                     |               |                    |                   |

2015年のNFLドラフトにて全体24位でアリゾナ・カージナルスから指名され、その後4年総額891万ドルのルーキー契約を結んだ。
1年目の2015年シーズン開幕前のトレーニングキャンプで反抗的な態度を見せ、コーチから「ニーディープ（knee-deep）というあだ名をつけられた。このシーズンは同年のドラフト1巡目指名のルーキーの中で唯一公式戦への出場がなかった。
2016年シーズン、第1週のニューイングランド・ペイトリオッツ戦にライトタックルとして出場し、NFLデビューを果たした。第12週のアトランタ・ファルコンズ戦で初めて先発出場した。
2017年シーズンからレフトタックルを務めたが、開幕戦で内側側副靱帯を捻挫し、4試合を欠場した。第10週のシアトル・シーホークス戦で膝を痛めて再び離脱し、シーズン残りの試合を欠場した。
2018年シーズン開幕前に、カージナルスから5年目の契約オプションを行使された。
2020年2月17日にカージナルスと3年総額4,500万ドルの契約延長に合意した。
2021年シーズンは怪我のため欠場するタイロン・スミスの代理として自身初のプロボウルに選出された。
2022年8月2日にカージナルスと3年総額6,660万ドルの契約延長に合意した。
2022年シーズンは背中を痛めて離脱し、8試合の出場に留まった。
2024年3月13日、カージナルスからリリースされた。

### カンザスシティ・チーフス
2024年11月25日、カンザスシティ・チーフスと契約を結んだ。

## 家族
同名の父も元アメリカンフットボール選手で、AFLでプレーした。